# 1973年ブラジルグランプリ
1973年ブラジルグランプリ（1973ねんブラジルグランプリ、英: 1973 Brazilian Grand Prix）は、1973年のF1世界選手権第2戦として、1973年2月11日にインテルラゴス・サーキットで開催された。
ブラジルで初めて開催されたF1世界選手権レースは、ロータスのロニー・ピーターソンが初のポールポジションを獲得し、ピーターソンとともにフロントローからスタートした母国の英雄であるチームメイトのエマーソン・フィッティパルディが優勝した。ティレルのジャッキー・スチュワートが2位、マクラーレンのデニス・ハルムが3位となった。

## 背景
前年にエマーソン・フィッティパルディがブラジル人初のチャンピオンを獲得したことでブラジルでのグランプリ開催の需要が高まり、同年にF1非選手権レースとして第1回ブラジルGPが開催され、この年からインテルラゴスでF1世界選手権レースを開催する権利を獲得した。

## エントリー
前戦アルゼンチンGPの2週間後に開催されるため、全てのチームがブエノスアイレスからそのままインテルラゴスに向かった。このため、顔ぶれはアルゼンチンGPと大きく変わらず、唯一の新顔は地元出身のルイス・ブエノで、サーティースから古いTS9Bでスポット参戦する。ブエノは前年のブラジルGPでマーチを走らせて6位でフィニッシュしており、これが最初のF1経験ではなかった。

### エントリーリスト
| チーム                                             | No. | ドライバー                     | コンストラクター | シャシー | エンジン                         | タイヤ |
| -------------------------------------------------- | --- | ------------------------------ | ---------------- | -------- | -------------------------------- | ------ |
| ジョン・プレイヤー・チーム・ロータス               | 1   | エマーソン・フィッティパルディ | ロータス         | 72D      | フォード・コスワース DFV 3.0L V8 | G      |
| ジョン・プレイヤー・チーム・ロータス               | 2   | ロニー・ピーターソン           | ロータス         | 72D      | フォード・コスワース DFV 3.0L V8 | G      |
| エルフ・チーム・ティレル                           | 3   | ジャッキー・スチュワート       | ティレル         | 005      | フォード・コスワース DFV 3.0L V8 | G      |
| エルフ・チーム・ティレル                           | 4   | フランソワ・セベール           | ティレル         | 006      | フォード・コスワース DFV 3.0L V8 | G      |
| ブルックボンド・オクソ・チーム・サーティース       | 5   | マイク・ヘイルウッド           | サーティース     | TS14A    | フォード・コスワース DFV 3.0L V8 | F      |
| ブルックボンド・オクソ・チーム・サーティース       | 6   | カルロス・パーチェ             | サーティース     | TS14A    | フォード・コスワース DFV 3.0L V8 | F      |
| チーム・サーティース                               | 23  | ルイス・ブエノ                 | サーティース     | TS9B     | フォード・コスワース DFV 3.0L V8 | F      |
| ヤードレー・チーム・マクラーレン                   | 7   | デニス・ハルム                 | マクラーレン     | M19C     | フォード・コスワース DFV 3.0L V8 | G      |
| ヤードレー・チーム・マクラーレン                   | 8   | ピーター・レブソン             | マクラーレン     | M19C     | フォード・コスワース DFV 3.0L V8 | G      |
| スクーデリア・フェラーリ SpA SEFAC                 | 9   | ジャッキー・イクス             | フェラーリ       | 312B2    | フェラーリ 001/1 3.0L F12        | G      |
| スクーデリア・フェラーリ SpA SEFAC                 | 10  | アルトゥーロ・メルツァリオ     | フェラーリ       | 312B2    | フェラーリ 001/1 3.0L F12        | G      |
| STP・マーチ・レーシングチーム                      | 11  | ジャン＝ピエール・ジャリエ     | マーチ           | 721G     | フォード・コスワース DFV 3.0L V8 | G      |
| クラーク＝モーダウント＝ガスリー・レーシング       | 12  | マイク・ボイトラー             | マーチ           | 721G     | フォード・コスワース DFV 3.0L V8 | F      |
| マールボロ・BRM                                    | 14  | ジャン＝ピエール・ベルトワーズ | BRM              | P160D    | BRM P142 3.0L V12                | F      |
| マールボロ・BRM                                    | 15  | クレイ・レガツォーニ           | BRM              | P160D    | BRM P142 3.0L V12                | F      |
| マールボロ・BRM                                    | 16  | ニキ・ラウダ                   | BRM              | P160C    | BRM P142 3.0L V12                | F      |
| モーターレーシング・ディベロップメンツ・リミテッド | 17  | カルロス・ロイテマン           | ブラバム         | BT37     | フォード・コスワース DFV 3.0L V8 | G      |
| モーターレーシング・ディベロップメンツ・リミテッド | 18  | ウィルソン・フィッティパルディ | ブラバム         | BT37     | フォード・コスワース DFV 3.0L V8 | G      |
| フランク・ウィリアムズ・レーシングカーズ           | 19  | ハウデン・ガンレイ             | イソ・マールボロ | FX3B     | フォード・コスワース DFV 3.0L V8 | F      |
| フランク・ウィリアムズ・レーシングカーズ           | 20  | ナンニ・ギャリ                 | イソ・マールボロ | FX3B     | フォード・コスワース DFV 3.0L V8 | F      |
| UOP・シャドウ・レーシングチーム                    | 21  | ジャッキー・オリバー 1         | シャドウ         | DN1      | フォード・コスワース DFV 3.0L V8 | G      |
| UOP・シャドウ・レーシングチーム                    | 22  | ジョージ・フォルマー 1         | シャドウ         | DN1      | フォード・コスワース DFV 3.0L V8 | G      |
| ソース:                                            |     |                                |                  |          |                                  |        |

追記
- ^1 - シャドウ勢はマシンが準備できず欠場[7]

## 予選
ロータスは地元の観客の前でエマーソン・フィッティパルディに勝利のチャンスを与えようとテスト走行を行ったが、チームメイトのロニー・ピーターソンがポールポジションを獲得し、E.フィッティパルディは0.2秒遅れの2位につけた。フロントローの外側に着くジャッキー・イクス（フェラーリ）とは1.3秒の差があった。2列目はクレイ・レガツォーニ（BRM）とデニス・ハルム（マクラーレン）、3列目はカルロス・パーチェ（サーティース）、カルロス・ロイテマン（ブラバム）、ジャッキー・スチュワート（ティレル）の3人で構成され、フランソワ・セベールはスチュワートに次ぐ9番手で、ティレル勢は速さに欠けた。

### 予選結果
| 順位    | No. | ドライバー                     | コンストラクター          | タイム | 差    | グリッド |
| ------- | --- | ------------------------------ | ------------------------- | ------ | ----- | -------- |
| 1       | 2   | ロニー・ピーターソン           | ロータス-フォード         | 2:30.5 | -     | 1        |
| 2       | 1   | エマーソン・フィッティパルディ | ロータス-フォード         | 2:30.7 | +0.2  | 2        |
| 3       | 9   | ジャッキー・イクス             | フェラーリ                | 2:32.0 | +1.5  | 3        |
| 4       | 14  | クレイ・レガツォーニ           | BRM                       | 2:32.4 | +1.9  | 4        |
| 5       | 7   | デニス・ハルム                 | マクラーレン-フォード     | 2:32.7 | +2.2  | 5        |
| 6       | 6   | カルロス・パーチェ             | サーティース-フォード     | 2:32.7 | +2.2  | 6        |
| 7       | 17  | カルロス・ロイテマン           | ブラバム-フォード         | 2:32.9 | +2.4  | 7        |
| 8       | 3   | ジャッキー・スチュワート       | ティレル-フォード         | 2:33.3 | +2.8  | 8        |
| 9       | 4   | フランソワ・セベール           | ティレル-フォード         | 2:33.4 | +2.9  | 9        |
| 10      | 15  | ジャン＝ピエール・ベルトワーズ | BRM                       | 2:33.5 | +3.0  | 10       |
| 11      | 18  | ウィルソン・フィッティパルディ | ブラバム-フォード         | 2:34.3 | +3.8  | 11       |
| 12      | 8   | ピーター・レブソン             | マクラーレン-フォード     | 2:34.3 | +3.8  | 12       |
| 13      | 16  | ニキ・ラウダ                   | BRM                       | 2:35.1 | +4.6  | 13       |
| 14      | 5   | マイク・ヘイルウッド           | サーティース-フォード     | 2:35.5 | +5.0  | 14       |
| 15      | 11  | ジャン＝ピエール・ジャリエ     | マーチ-フォード           | 2:37.6 | +7.1  | 15       |
| 16      | 19  | ハウデン・ガンレイ             | イソ・マールボロ-フォード | 2:37.6 | +7.1  | 16       |
| 17      | 10  | アルトゥーロ・メルツァリオ     | フェラーリ                | 2:37.7 | +7.2  | 17       |
| 18      | 20  | ナンニ・ギャリ                 | イソ・マールボロ-フォード | 2:38.7 | +8.2  | 18       |
| 19      | 12  | マイク・ボイトラー             | マーチ-フォード           | 2:39.9 | +9.4  | 19       |
| 20      | 23  | ルイス・ブエノ                 | サーティース-フォード     | 2:42.5 | +12.0 | 20       |
| ソース: |     |                                |                           |        |       |          |

## 決勝
レース当日は気温が非常に高く、スタート時にはブラジルの観客が待ち望んでいた2人のブラジル人ドライバーが好スタートを決めた。エマーソン・フィッティパルディがトップに立ち、カルロス・パーチェはジャッキー・スチュワート、ロニー・ピーターソン、ジャッキー・イクスを抜いて2位に浮上した。2周目、パーチェはスチュワートに抜かれて3位に後退し、すぐにピーターソンにも抜かれた。ピーターソンはスチュワートに接近し、6周目にホイールのトラブルに見舞われて激しくクラッシュするまで2位争いを展開した。
その頃にはイクスが3位に浮上していたが、パーチェはリアサスペンションのトラブルで数周後にリタイアを余儀なくされていた。上位の順位は変わらなかったが、後方から追い上げてきたデニス・ハルムの走りによって盛り上がりを見せた。ハルムは12周目に4位のジャン＝ピエール・ベルトワーズを抜き、その3周後にはイクスも抜いて3位に浮上する。イクスはタイヤがパンクしたためピットインを余儀なくされ、ベルトワーズは電気系統にトラブルが発生してリタイアした。これでクレイ・レガツォーニが4位に浮上するが、その直後にタイヤ交換でピットインしたため、2台目のフェラーリを駆るアルトゥーロ・メルツァリオが4位の座を得た。
E.フィッティパルディは2位のスチュワートに14秒前後の差をキープしつつファステストラップを獲得し、8万人のファンの前でスタート・トゥ・フィニッシュを決め、インテルラゴスは異常な熱狂に包まれた。チーム・ロータスの総帥コーリン・チャップマンは帽子を空高く投げて歓喜した。その13秒後にスチュワートが2位でフィニッシュし、劣勢の中で6点を獲得したことに満足した。ハルムは3位表彰台を獲得し、メルツァリオが自己最高位の4位、チームメイトのイクスは奇妙なハンドリングに悩まされて5位、レガツォーニは6位でBRM移籍後初ポイントを獲得した。
E.フィッティパルディはチャップマンとスチュワートに祝福される中、群衆がコースになだれ込んだ。E.フィッティパルディはすぐに巨大なブラジル国旗を手にし、ファンの声援を受けた。これはブラジルのモータースポーツの歴史の中で、間違いなく素晴らしい一日であった。そして、E.フィッティパルディは開幕2連勝と完璧なスタートダッシュを決めた。

### レース結果
| 順位    | No. | ドライバー                     | コンストラクター          | 周回数 | タイム/リタイア原因 | グリッド | ポイント |
| ------- | --- | ------------------------------ | ------------------------- | ------ | ------------------- | -------- | -------- |
| 1       | 1   | エマーソン・フィッティパルディ | ロータス-フォード         | 40     | 1:43:55.6           | 2        | 9        |
| 2       | 3   | ジャッキー・スチュワート       | ティレル-フォード         | 40     | +13.5               | 8        | 6        |
| 3       | 7   | デニス・ハルム                 | マクラーレン-フォード     | 40     | +1:46.4             | 5        | 4        |
| 4       | 10  | アルトゥーロ・メルツァリオ     | フェラーリ                | 39     | +1 Lap              | 17       | 3        |
| 5       | 9   | ジャッキー・イクス             | フェラーリ                | 39     | +1 Lap              | 3        | 2        |
| 6       | 14  | クレイ・レガツォーニ           | BRM                       | 39     | +1 Lap              | 4        | 1        |
| 7       | 19  | ハウデン・ガンレイ             | イソ・マールボロ-フォード | 39     | +1 Lap              | 16       |          |
| 8       | 16  | ニキ・ラウダ                   | BRM                       | 38     | +2 Laps             | 13       |          |
| 9       | 20  | ナンニ・ギャリ                 | イソ・マールボロ-フォード | 38     | +2 Laps             | 18       |          |
| 10      | 4   | フランソワ・セベール           | ティレル-フォード         | 38     | +2 Laps             | 9        |          |
| 11      | 17  | カルロス・ロイテマン           | ブラバム-フォード         | 38     | +2 Laps             | 7        |          |
| 12      | 23  | ルイス・ブエノ                 | サーティース-フォード     | 36     | +4 Laps             | 20       |          |
| Ret     | 15  | ジャン＝ピエール・ベルトワーズ | BRM                       | 23     | 電気系統            | 10       |          |
| Ret     | 12  | マイク・ボイトラー             | マーチ-フォード           | 18     | オーバーヒート      | 19       |          |
| Ret     | 6   | カルロス・パーチェ             | サーティース-フォード     | 9      | サスペンション      | 6        |          |
| Ret     | 5   | マイク・ヘイルウッド           | サーティース-フォード     | 6      | ギアボックス        | 14       |          |
| Ret     | 11  | ジャン＝ピエール・ジャリエ     | マーチ-フォード           | 6      | ギアボックス        | 15       |          |
| Ret     | 2   | ロニー・ピーターソン           | ロータス-フォード         | 5      | ホイール            | 1        |          |
| Ret     | 18  | ウィルソン・フィッティパルディ | ブラバム-フォード         | 5      | オーバーヒート      | 11       |          |
| Ret     | 8   | ピーター・レブソン             | マクラーレン-フォード     | 3      | ギアボックス        | 12       |          |
| ソース: |     |                                |                           |        |                     |          |          |

優勝者エマーソン・フィッティパルディの平均速度
183.822 km/h (114.222 mph)

ファステストラップ
- エマーソン・フィッティパルディ - 2:35.0 (14周目)
- デニス・ハルム - 2:35.0 (20周目)

ラップリーダー
太字は最多ラップリーダー
- エマーソン・フィッティパルディ - 40周 (全周回)

達成された主な記録
- ドライバー
  - 初ポールポジション: ロニー・ピーターソン
  - 唯一の出走: ルイス・ブエノ

- コンストラクター
  - 200戦目の出走: フェラーリ

## 第2戦終了時点のランキング
|         | 順位 | ドライバー                     | ポイント |
| ------- | ---- | ------------------------------ | -------- |
|         | 1    | エマーソン・フィッティパルディ | 18       |
| 1       | 2    | ジャッキー・スチュワート       | 10       |
| 1       | 3    | フランソワ・セベール           | 6        |
| 1       | 4    | デニス・ハルム                 | 6        |
| 1       | 5    | ジャッキー・イクス             | 5        |
| ソース: |      |                                |          |

|         | 順位 | コンストラクター      | ポイント |
| ------- | ---- | --------------------- | -------- |
|         | 1    | ロータス-フォード     | 18       |
|         | 2    | ティレル-フォード     | 12       |
| 1       | 3    | マクラーレン-フォード | 6        |
| 1       | 4    | フェラーリ            | 6        |
| 1       | 5    | BRM                   | 1        |
| ソース: |      |                       |          |

- 注: トップ5のみ表示。前半8戦のうちベスト7戦及び後半7戦のうちベスト6戦がカウントされる。